# Palazzo delle Poste (Caltanissetta)
(UNESCO Certosa di San Lorenzo in Padula - 26 settembre 2014)

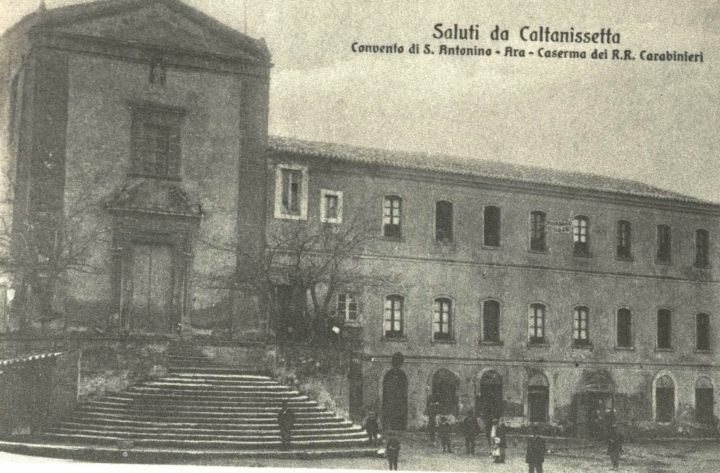
Chiesa di Sant'Antonino con l'imponente scalinata e l'annesso convento diventato nel 1903 caserma dei Carabinieri

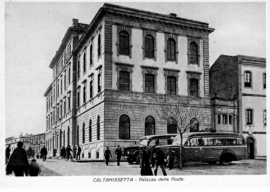
Palazzo delle Poste negli anni 50

Il Palazzo delle Poste di Caltanissetta o Palazzo delle Poste Centrali dì Caltanissetta è uno storico palazzo in stile eclettico già sede durante il periodo fascista delle Poste e telecomunicazioni.
Nel palazzo in tre ambienti del piano terra, sono presenti gli affreschi di Gino Morici dedicati alle telecomunicazioni e ai trasporti, realizzati dal pittore palermitano a partire dal 1937.
Dal 2003 è la sede centrale della Banca del Nisseno che ne ha l'intera proprietà.

## Storia
Sottoposto a vincolo come palazzo di importante interesse storico-artistico e architettonico con D.A. n° 6669 il 22 giugno 1999, esso rappresenta un importante esempio di architettura del periodo fascista nella città di Caltanissetta.

### Origini
Il palazzo ha una storia che risale alla costruzione di un convento, il convento di Sant'Antonino con la relativa chiesa annessa ad opera dei frati minori riformati; costruzione che iniziò nel 1637 e che fu completata nel 1640 con l'insediamento dei frati minori.
Il convento in parte fu adibito ad ospizio di San Michele per gli orfanelli dal 1848 al 1850. La chiesa subi ad opera dei frati un'importante opera di abbellimento e restauro nel 1802; essa si caratterizzava per interni preziosamente arredati in legno di cui si è persa memoria.
Un primo progetto di costruzione di un Palazzo delle Poste a Caltanissetta è del 1910 ad opera del cav. Fazioli, il palazzo era previsto tra la via Saetta e il largo Badia antistante la chiesa di Santa Croce nell'omonimo quartiere.
Successivamente nel 1920 fu scelto il piano di Sant'Antonino dove insisteva l'omonima chiesa e convento oggi sede degli uffici tecnici della provincia antistante a piazza Marconi. Il convento e la chiesa, dopo l'unità d'Italia con la soppressione degli ordini religiosi nel 1866 e con il conseguente incameramento dei beni ecclesiali al demanio,  erano state trasformate rispettivamente in caserma con gli uffici del comando dei Carabinieri mentre la chiesa era diventata un deposito militare di armi. Il convento gravemente dissestato, dopo l'abbandono post-unitario, venne ricostruito nel 1913 e quindi trasformato in caserma dei carabinieri.
L'attuale piazza Marconi antistante il palazzo e il convento si chiamava prima del periodo fascista piazza Indipendenza e si caratterizzava per la presenza di una fontana, chiamata murena, oggi scomparsa alimentata dall'acqua proveniente dalla sorgente Scalazza.
In questa piazza a partire dalla fine del 800 si svolgeva il mercato, poi essa divenne sede della fermata degli autobus di linea extra urbani.

### Periodo fascista
Durante il periodo fascista si volle realizzare il Palazzo delle Poste con la demolizione della Chiesa di Sant’Antonino, dotando così la città di funzionali uffici postali e di telegrafo. Il progetto del Palazzo, costruito nel 1931 e inaugurato il 29 ottobre del 1934, è dell’ingegnere G. Lombardo. Esso si sviluppa su tre piani, l’ultimo dei quali con funzioni di attico occupa solo la parte centrale.
L'esterno è costruito su un basamento di pietra bianca su cui si aprono finestre che illuminano il piano seminterrato, il piano rialzato ha un prospetto con pietra arenaria bugnata che gli conferisce una certa eleganza. I primi due piani sono caratterizzati da ampie finestre rettangolari sovrastate ognuna da un arco e dotate di cornici di tipo rinascimentale cosa che rende il complesso appartenente ad uno stile eclettico. All'esterno sono presenti inferriate sulle finestre del piano seminterrato e del primo piano.
All'interno il piano rialzato e una stanza del primo piano sono decorate completamente con gli affreschi di Gino Morici; gli arredi e la suddivisione degli interni testimoniano del gusto anche propagandistico del ventennio fascista.

### Dal 2004
Dopo circa un ventennio di abbandono, conseguente al trasferimento del Palazzo delle Poste in altra sede, il palazzo è stato acquistato nel 2004 dalla Banca del Nisseno che nel 2006 ha iniziato un prezioso e fedele restauro conservativo. Il restauro ha reso il palazzo nuovamente fruibile, infatti, il 29 ottobre 2010 lo stesso è stato riaperto al pubblico nonché per i propri compiti d'ufficio bancario.
Inoltre, parte dell'edificio è occupato dalla sede della Soprintendenza ai Beni Culturali e Ambientali di Caltanissetta che dal 2005 occupa un'ampia porzione dell'edificio.
Abitualmente il palazzo è sede di importanti convegni e mostre cittadine.

## Progetto Banca - Museo

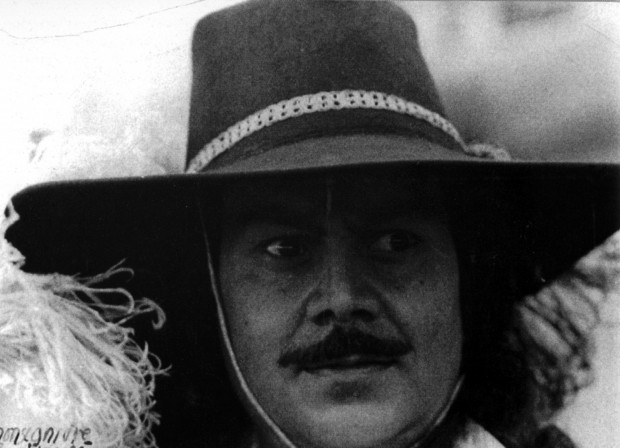
Eugenio Morici detto Gino (1901-1972)

La dirigenza della Banca del Nisseno, il 15 aprile 2015, presenta alla stampa il progetto Banca - Museo; con l'idea di creare una banca che ospiti attività museali parallele a quelle tradizionali dell'attività creditizie. Il progetto consiste nel rendere fruibile, ai cittadini nisseni e tutti i turisti, tutte le opere presenti nello storico palazzo di Eugenio Morici detto Gino, più altre opere che saranno acquisite in futuro dello stesso autore palermitano. Ciò facendo si fa sì che la Banca venga riconosciuta ed inserita in un circuito facente parte della Carta regionale dei luoghi dell'identità e della memoria (LIM).
L'idea nasce dalla consapevolezza che gli affreschi di Gino Morici, artista palermitano di grande spessore presenti nelle pareti del salone, sono stati per decenni proprietà di tutta la città nissena, ma da troppo tempo essi erano dimenticati insieme all'artista poco noto in città.
(Salvo Ferlito)

### Opere esposte

#### Allegoria dell'Italia
Dipinto ad olio su tavola del 1939 di grandi dimensioni: 3,90 x 2,05 metri.
Esso raffigura la metafora dell'Italia, una giovane donna, che regge con la mano sinistra un fascio littorio stilizzato, la figura è seduta su una roccia ed è circondata da altre figure, due uomini e una donna, sullo sfondo è raffigurato il mare con velieri che vanno al largo.
Il dipinto era originariamente collocato nella sala del telegrafo poi negli anni ottanta venne spostato nei nuovi locali del palazzo delle Poste italiane di via Leone XIII. Oggi l'opera è tornata nella sua sede originaria dopo aver realizzato un protocollo d'intesa tra la banca e Poste italiane.

#### Affreschi
Sala dei telegrammi

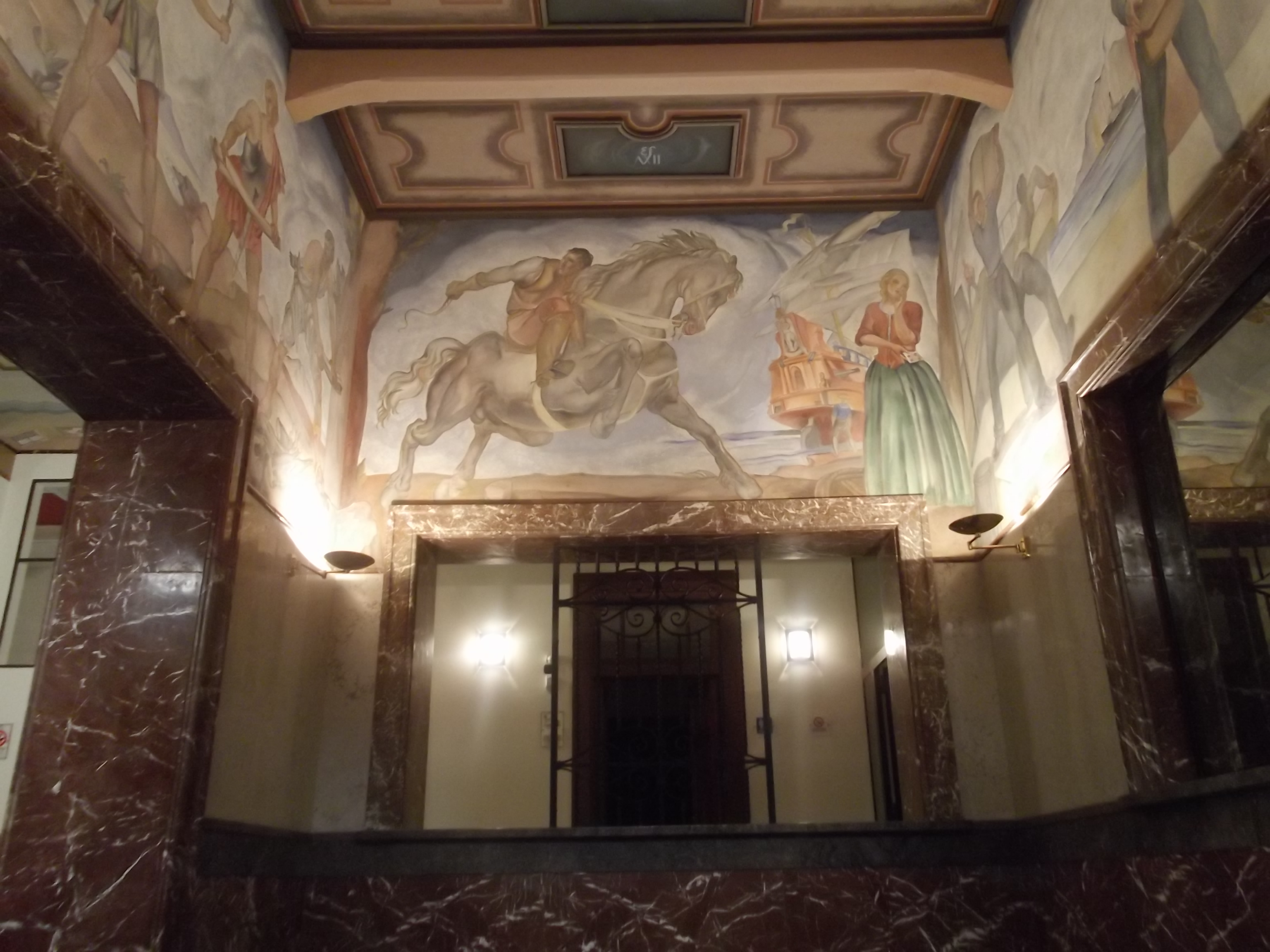
Gino Morici Palazzo delle Poste di CL: Storia delle telecomunicazioni

- La storia delle telecomunicazioni:[21]

Gli affreschi decorati con l'antica tecnica dell'encausto descrivono la storia delle telecomunicazioni dalla nascita dell'uomo sino al 1934, essi
«si snodano lungo le pareti senza soluzione di continuità, con ritmo narrativo e con eleganza e sicurezza segnica e cromatica, in cui è evidente la mano dell'artista libero e creativo, pur se imbrigliato qua e là in certa retorica propria del soggetto obbligato, presente in vari Palazzi delle Poste ed edifici pubblici del Regime.». le decorazioni geometriche del soffitto della Sala Telegrammi sono del pittore amico Gaetano Sparacino detto Tonino che collaborò con Maurici.
I soggetti rappresentati sono:
- Mercurio il mitico dio messaggero dell'Olimpo,
- messaggi di fumo,
- l'uomo a cavallo,
- la nave,
- il treno postale,
- il telegrafo.

Salone del pubblico
- I simboli delle comunicazioni:

L'intero soffitto dell'ampio salone del pubblico è decorato con riquadri che sono riconducibili ad un certo avanguardismo dell'epoca. I decori floreali che collegano elegantemente le lunette a tema sono dell'amico Gaetano Sparacino.
- Riquadri centrali esagonali a sfondo blu: si ritrovano Angeli, Sirene, Mercuri, corridori a cavallo o su carro, navi, evidenti simbologismi della comunicazione postale; inoltre immagini astratte circondano le lunette.

Salone del dopolavoro
- Memorie futuriste aeropittoriche e icone meccanomorfe

In questa sala il pittore è più libero di esprimere la sua poetica visiva, vi troviamo timoni, eliche, ruote dentate, aspetti e particolari della meccanica dell'epoca e dell'aviazione in successione tra loro. L'estro dell'artista si manifesta pienamente in questo insieme pittorico che mostra una realtà a lui coeva.